# Nathaniel Bar-Jonah
Nathaniel Bar-Jonah, född som David Paul Brown, född 15 februari 1957 i Worcester, Massachusetts, död 13 april 2008 i Deer Lodge, Montana, var en dömd brottsling som avtjänade ett 130-årigt långt fängelsestraff utan möjlighet till villkorlig frigivning i den amerikanska delstaten Montana efter att ha dömts för kidnappning, grov misshandel och sexuella övergrepp mot barn. Han arbetade en tid som kock.